# Ischnura isoetes
Ischnura isoetes là một loài chuồn chuồn kim trong họ Coenagrionidae.
Ischnura isoetes được Lieftinck miêu tả khoa học năm 1949.